# Trachelas daubei
Trachelas daubei is een spinnensoort uit de familie van de Trachelidae.
De wetenschappelijke naam van de soort werd in 1971 gepubliceerd door Joachim Schmidt.